# Championnats du monde de cyclisme sur route 2019
Navigation
Innsbruck 2018 Imola 2020
Les championnats du monde de cyclisme sur route 2019, quatre-vingt-sixième édition des championnats du monde de cyclisme sur route, ont lieu du 22 au 29 septembre 2019 dans le Yorkshire, au Royaume-Uni. Le Royaume-Uni accueille les championnats du monde sur route pour la quatrième fois, trente-sept ans après Goodwood en 1982.
Harrogate a été désignée comme ville de compétition principale et lieu d'arrivée pour toutes les courses. Les différents lieux de départ de course sont situés à Beverley, Bradford, Doncaster, Leeds, Northallerton, Ripon et York.
L’héritage de l'événement mondial est annoncé avec un financement de 15 millions de livres pour la construction de 27 sites de courses dans tout le pays, « afin que chaque partie de la Grande-Bretagne ait un accès direct à un circuit routier fermé, un vélodrome ou une piste de VTT ».
Dans le cadre des mondiaux 2018 à Innsbruck, l'UCI annonce qu'elle introduit un contre-la-montre par équipes relais mixte, avec des équipes composées de trois hommes et trois femmes du même pays. Cette compétition remplace le contre-la-montre par équipes de marques. Les trois hommes partent en premier et passent le relais à trois femmes qui effectuent également un tour. Le temps est pris sur la deuxième coureuse à l'arrivée. Cette nouvelle épreuve marque le début des championnats du monde le dimanche 22 septembre. Elle compte pour le classement mondial UCI et est qualificative pour les Jeux olympiques de Tokyo 2020.

## Parcours
Avec 284,5 kilomètres prévus pour la course des hommes, il faut remonter à Ostuni (en Italie) en 1976 pour trouver trace d'un Mondial aussi long. Le parcours effectue une longue boucle en direction du nord pour effectuer la liaison Leeds-Harrogate (180 kilomètres), où trois difficultés sont répertoriées, les côtes de Cray (1,6 kilomètre à 7,1 %), de Buttertubs (4,5 kilomètres à 6,8 %), et de Griton Moor (3 kilomètres à 6,6 %). Cette partie est inspirée de la première étape du Tour de France 2014 remportée par Marcel Kittel devant Peter Sagan.
Les coureurs arrivent ensuite sur le circuit final d'Harrogate, 14 kilomètres à parcourir sept fois. Le circuit, technique, présente un profil légèrement vallonné, avec l'ascension de Cornwall Road (700 mètres, un passage à 11 %). Le final est en bosse, avec 250 mètres à 6 % de moyenne avant un replat de 250 mètres menant à la ligne d'arrivée.
Cependant, le jour de la course, les conditions météorologiques extrêmes (forte pluie) rendent certaines portions de route impraticables (inondations), obligeant l'organisation à modifier le parcours en dernière minute. Le départ de la course est retardé, la partie la plus au nord du parcours en ligne où figuraient deux des principales côtes est retirée et la boucle se trouve raccourcie d'une cinquantaine de kilomètres. En compensation deux tours du circuit final sont rajoutés, leur nombre passant de 7 à 9. En conséquence la distance totale est ramenée à 261,8 km.
Le contre-la-montre est quant à lui tracé sur 52 kilomètres entre Harrogate et Northallerton, une distance supérieure aux dernières années.

## Qualifications
L'Union Cycliste Internationale (UCI) a publié le système de qualification pour les différentes épreuves de ces championnats. Ce sont les classements UCI arrêtés au 11 août 2019 qui attribuent la plupart des quotas. Les quotas finaux sont annoncés le 26 août 2019.

## Programme

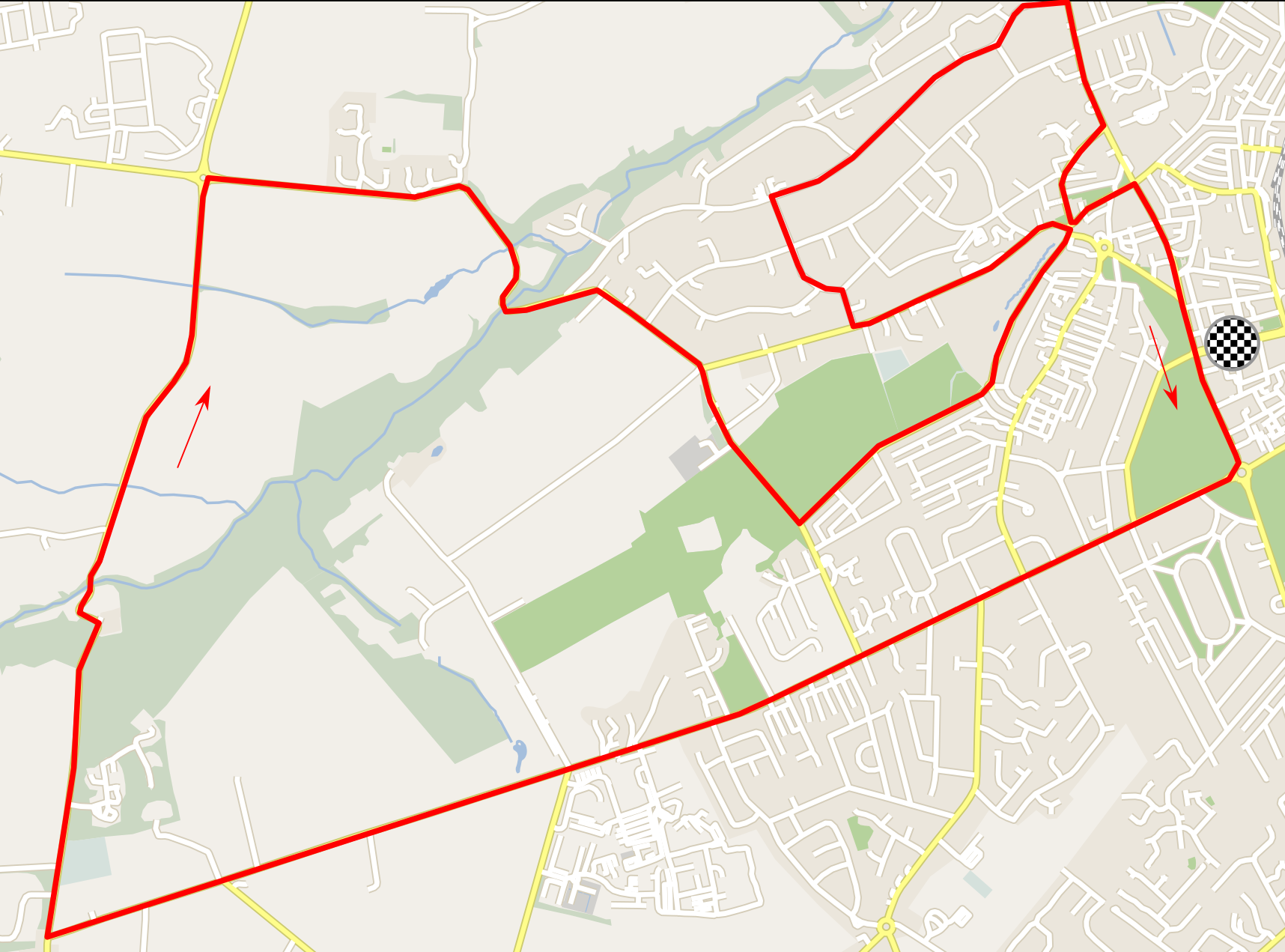
Circuit urbain final à Harrogate

| Date                                      | Événement              | Ville départ  | Ville arrivée | Distance | Tours |
| ----------------------------------------- | ---------------------- | ------------- | ------------- | -------- | ----- |
| Contre-la-montre par équipes relais mixte |                        |               |               |          |       |
| 22 septembre                              | Relais mixte           | Harrogate     | Harrogate     | 28 km    | 2     |
| Contre-la-montre individuel               |                        |               |               |          |       |
| 23 septembre                              | Junior femmes          | Harrogate     | Harrogate     | 14 km    | 1     |
| 23 septembre                              | Junior hommes          | Harrogate     | Harrogate     | 28 km    | 2     |
| 24 septembre                              | Moins de 23 ans hommes | Ripon         | Harrogate     | 32,5 km  | 1     |
| 24 septembre                              | Élite femmes           | Ripon         | Harrogate     | 32,5 km  | 1     |
| 25 septembre                              | Élite hommes           | Northallerton | Harrogate     | 54 km    | NC    |
| Course en ligne                           |                        |               |               |          |       |
| 26 septembre                              | Junior hommes          | Richmond      | Harrogate     | 144,5 km | 3     |
| 27 septembre                              | Junior femmes          | Doncaster     | Harrogate     | 86 km    | NC    |
| 27 septembre                              | Moins de 23 ans hommes | Doncaster     | Harrogate     | 173,1 km | 2     |
| 28 septembre                              | Élite femmes           | Bradford      | Harrogate     | 149,5 km | 3     |
| 29 septembre                              | Élite hommes           | Leeds         | Harrogate     | 261,8 km | 9     |

## Podiums

### Épreuves masculines
| Épreuves                             | Or                  | Or | Or              | Argent             | Argent | Argent    | Bronze           | Bronze | Bronze     |
| ------------------------------------ | ------------------- | -- | --------------- | ------------------ | ------ | --------- | ---------------- | ------ | ---------- |
| Élites                               |                     |    |                 |                    |        |           |                  |        |            |
| Course en ligne Résultats détaillés  | Mads Pedersen       | en | 6 h 27 min 28 s | Matteo Trentin     | +      | 0 s       | Stefan Küng      | +      | 2 s        |
| Contre-la-montre Résultats détaillés | Rohan Dennis        | en | 1 h 5 min 5 s   | Remco Evenepoel    | +      | 1 min 9 s | Filippo Ganna    | +      | 1 min 55 s |
| Moins de 23 ans                      |                     |    |                 |                    |        |           |                  |        |            |
| Course en ligne Résultats détaillés  | Samuele Battistella | en | 3 h 53 min 52 s | Stefan Bissegger   | +      | 0 s       | Tom Pidcock      | +      | 0 s        |
| Contre-la-montre Résultats détaillés | Mikkel Bjerg        | en | 40 min 20 s     | Ian Garrison       | +      | 27 s      | Brandon McNulty  | +      | 28 s       |
| Juniors                              |                     |    |                 |                    |        |           |                  |        |            |
| Course en ligne Résultats détaillés  | Quinn Simmons       | en | 3 h 38 min 4 s  | Alessio Martinelli | +      | 56 s      | Magnus Sheffield | +      | 1 min 33 s |
| Contre-la-montre Résultats détaillés | Antonio Tiberi      | en | 38 min 28 s     | Enzo Leijnse       | +      | 8 s       | Marco Brenner    | +      | 13 s       |

### Épreuves féminines
| Épreuves                             | Or                   | Or | Or            | Argent               | Argent | Argent     | Bronze               | Bronze | Bronze     |
| ------------------------------------ | -------------------- | -- | ------------- | -------------------- | ------ | ---------- | -------------------- | ------ | ---------- |
| Élites                               |                      |    |               |                      |        |            |                      |        |            |
| Course en ligne Résultats détaillés  | Annemiek van Vleuten | en | 4 h 6 min 5 s | Anna van der Breggen | +      | 2 min 15 s | Amanda Spratt        | +      | 2 min 28 s |
| Contre-la-montre Résultats détaillés | Chloé Dygert Owen    | en | 42 min 11 s   | Anna van der Breggen | +      | 1 min 32 s | Annemiek van Vleuten | +      | 1 min 52 s |
| Juniors                              |                      |    |               |                      |        |            |                      |        |            |
| Course en ligne Résultats détaillés  | Megan Jastrab        | en | 2 h 8 min 0 s | Julie De Wilde       | +      | 0 s        | Lieke Nooijen        | +      | 0 s        |
| Contre-la-montre Résultats détaillés | Aigul Gareeva        | en | 22 min 16 s   | Shirin van Anrooij   | +      | 4 s        | Elynor Bäckstedt     | +      | 11 s       |

### Épreuve mixte
| Épreuves                                                         | Or                                                                                 | Or | Or          | Argent                                                                         | Argent | Argent | Bronze                                                                                  | Bronze | Bronze |
| ---------------------------------------------------------------- | ---------------------------------------------------------------------------------- | -- | ----------- | ------------------------------------------------------------------------------ | ------ | ------ | --------------------------------------------------------------------------------------- | ------ | ------ |
| Contre-la-montre par équipes en relais mixte Résultats détaillés | Pays-Bas                                                                           | en | 38 min 27 s | Allemagne                                                                      | +      | 23 s   | Grande-Bretagne                                                                         | +      | 51 s   |
| Contre-la-montre par équipes en relais mixte Résultats détaillés | Amy Pieters Lucinda Brand Riejanne Markus Jos van Emden Koen Bouwman Bauke Mollema | en | 38 min 27 s | Mieke Kröger Lisa Brennauer Lisa Klein Jasha Sütterlin Nils Politt Tony Martin | +      | 23 s   | Anna Henderson Joscelin Lowden Lauren Dolan Daniel Bigham Harry Tanfield John Archibald | +      | 51 s   |

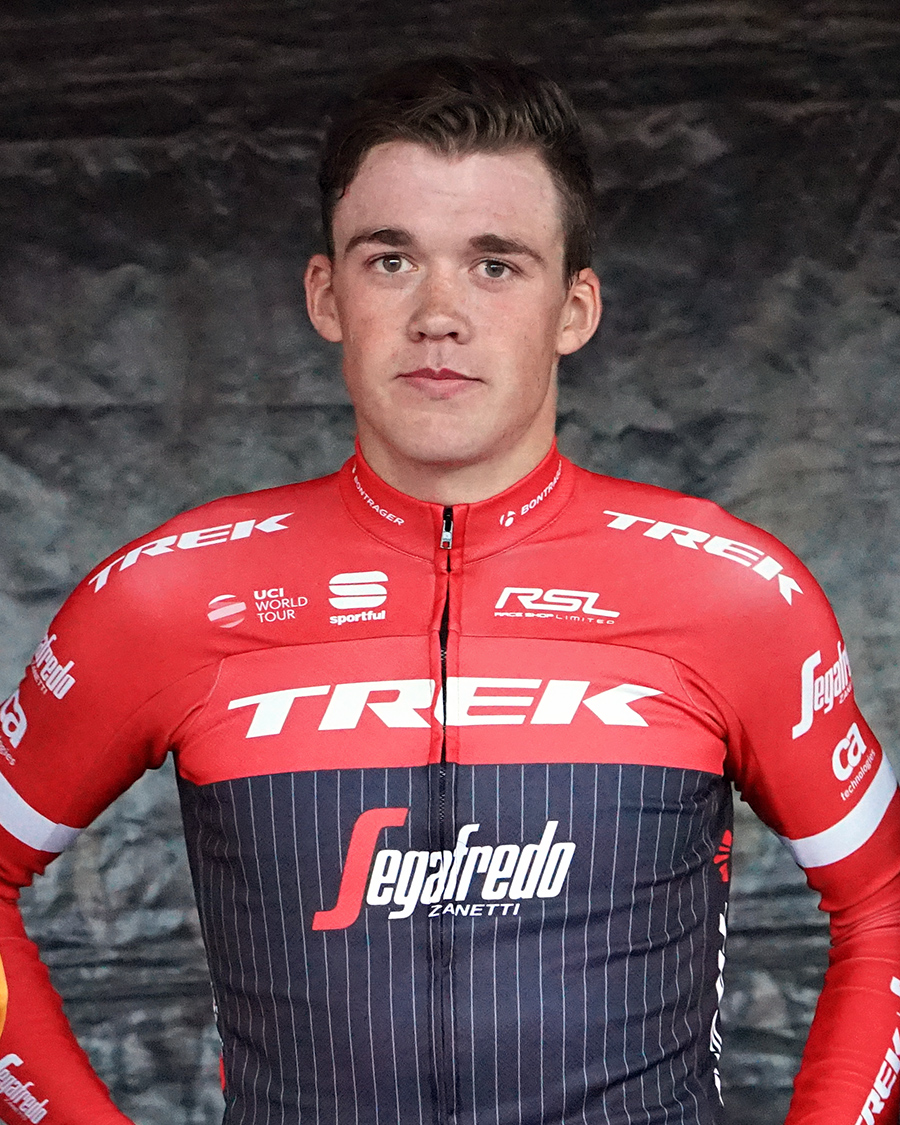
Mads Pedersen
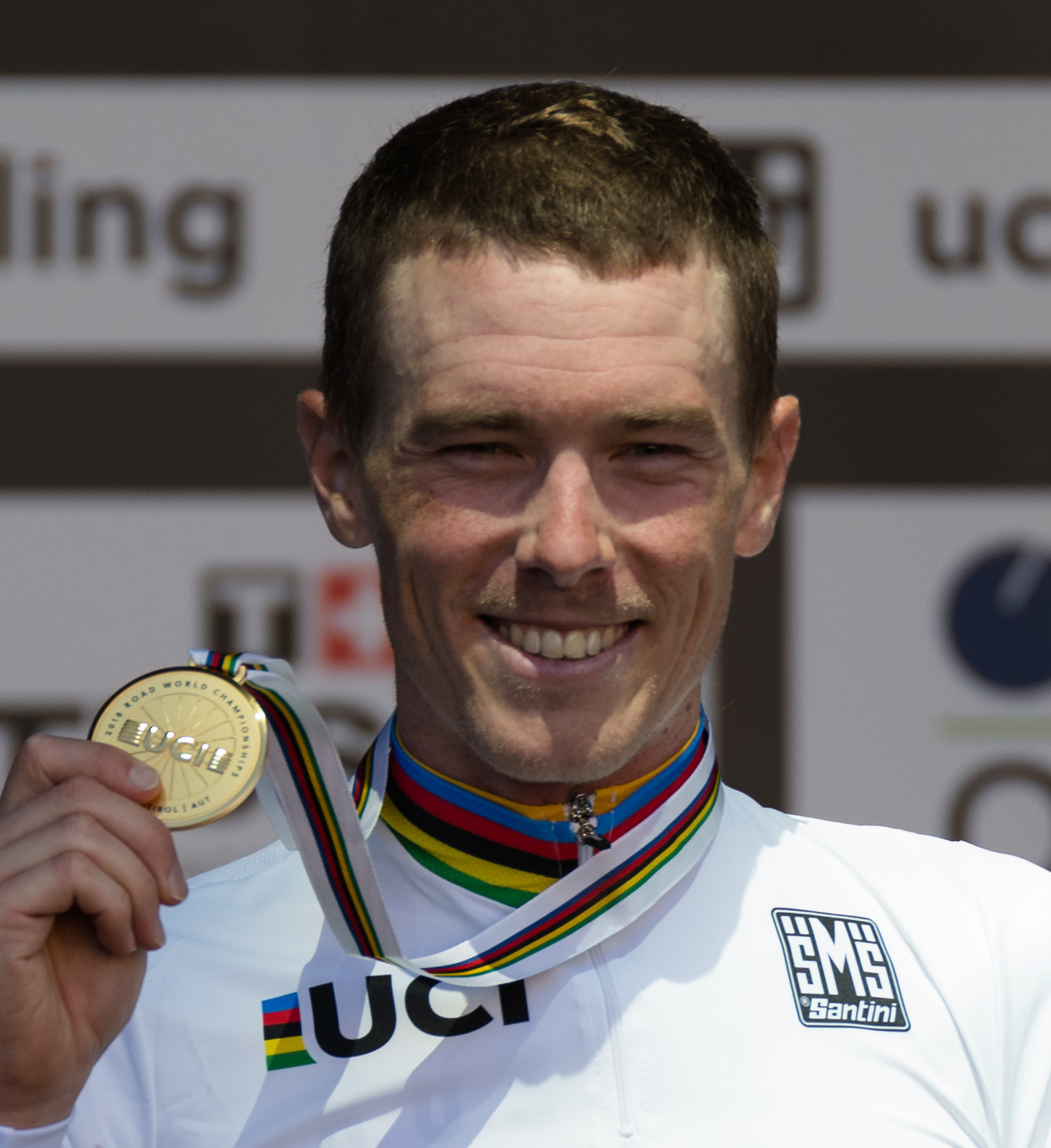
Rohan Dennis
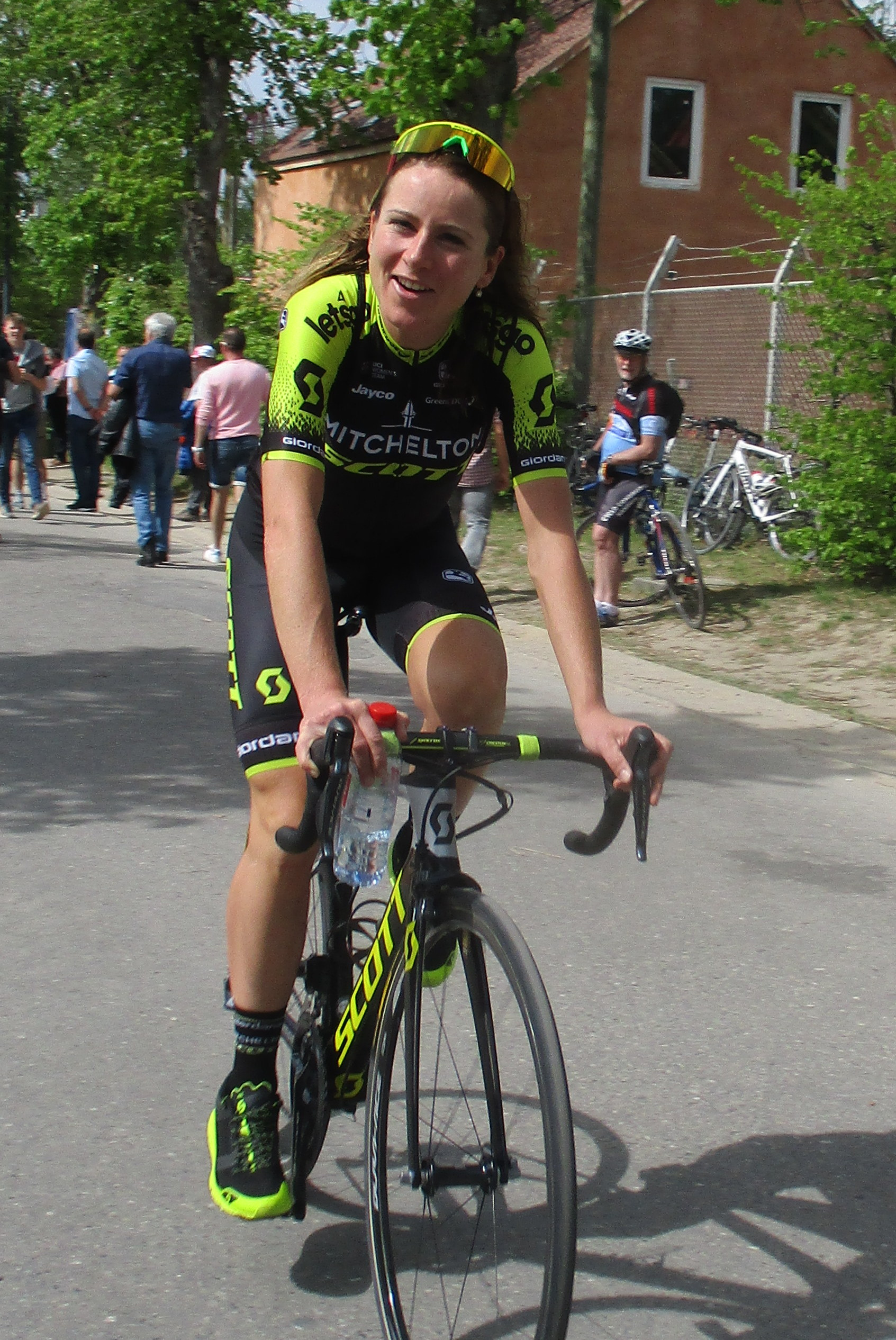
Annemiek van Vleuten
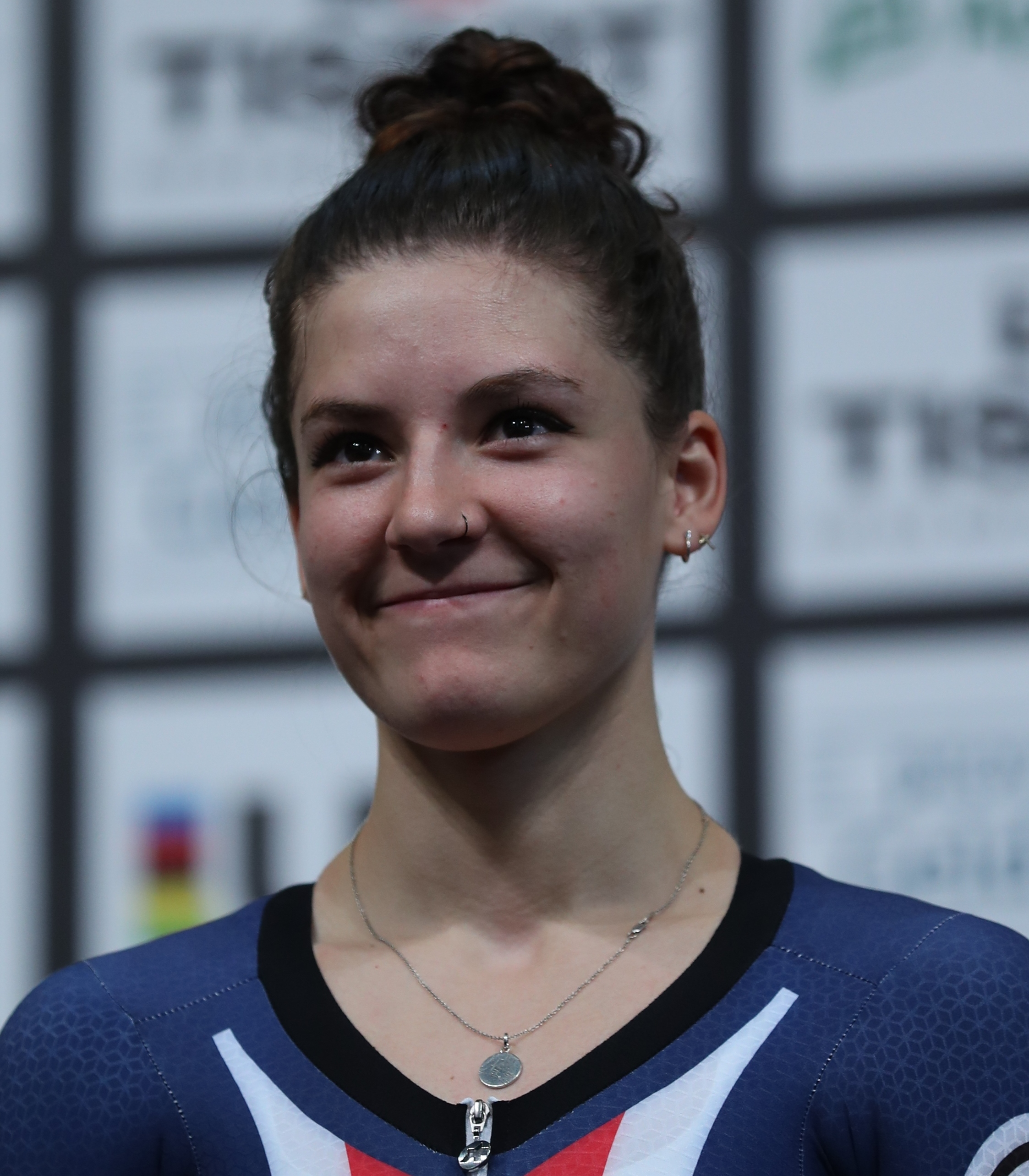
Chloé Dygert

## Bilan des championnats

### Tableau des médailles
| Rang  | Nation          | Or | Argent | Bronze | Total |
| ----- | --------------- | -- | ------ | ------ | ----- |
| 1     | États-Unis      | 3  | 1      | 2      | 6     |
| 2     | Pays-Bas        | 2  | 4      | 2      | 8     |
| 3     | Italie          | 2  | 2      | 1      | 5     |
| 4     | Danemark        | 2  | 0      | 0      | 2     |
| 5     | Australie       | 1  | 0      | 1      | 2     |
| 6     | Russie          | 1  | 0      | 0      | 1     |
| 7     | Belgique        | 0  | 2      | 0      | 2     |
| 8     | Allemagne       | 0  | 1      | 1      | 2     |
| 8     | Suisse          | 0  | 1      | 1      | 2     |
| 10    | Grande-Bretagne | 0  | 0      | 3      | 3     |
| Total | Total           | 11 | 11     | 11     | 33    |

### Classement par nation
L'UCI calcule un classement général par nations sur l'ensemble des épreuves de ces championnats du monde. Le barème est le suivant :
| Position         | 1er | 2e  | 3e  | 4e  | 5e | 6e | 7e | 8e | 9e | 10e | 11e-25e |
| Épreuves élites  | 200 | 150 | 125 | 100 | 85 | 70 | 60 | 50 | 40 | 30  | 5       |
| Épreuves espoirs | 125 | 100 | 85  | 70  | 60 | 50 | 40 | 30 | 20 | 10  | 3       |
| Épreuves juniors | 100 | 85  | 70  | 60  | 50 | 40 | 30 | 20 | 10 | 5   | 1       |
| Relais mixte     | 200 | 150 | 125 | 100 | 85 | 70 | 60 | 50 | 40 | 30  | 5       |

|    | Pays            | Élites | Espoirs | Juniors | Relais mixte | Total |
| -- | --------------- | ------ | ------- | ------- | ------------ | ----- |
| 1  | Pays-Bas        | 765    | 93      | 371     | 200          | 1429  |
| 2  | Italie          | 545    | 128     | 360     | 100          | 1133  |
| 3  | États-Unis      | 565    | 185     | 373     | 0            | 1123  |
| 4  | Danemark        | 295    | 338     | 23      | 50           | 706   |
| 5  | Grande-Bretagne | 100    | 94      | 184     | 125          | 503   |
| 6  | Allemagne       | 210    | 9       | 124     | 150          | 493   |
| 7  | Suisse          | 240    | 128     | 360     | 70           | 465   |
| 8  | Belgique        | 210    | 66      | 92      | 40           | 408   |
| 9  | Australie       | 340    | 3       | 2       | 0            | 345   |
| 10 | Norvège         | 70     | 66      | 52      | 0            | 188   |